# Exodokidium donatii
Exodokidium donatii är en bladmossart som beskrevs av Theodor Carl Karl Julius Herzog 1937. Exodokidium donatii ingår i släktet Exodokidium, klassen egentliga bladmossor, divisionen bladmossor och riket växter. Inga underarter finns listade i Catalogue of Life.